# ノートン (バージニア州)
ノートン（英: Norton）は、アメリカ合衆国バージニア州南西部に位置する独立市である。
ワイズ郡に周囲を囲まれている。2010年国勢調査での人口は3,958人であり、バージニア州の独立市として人口最少である。アメリカ合衆国商務省経済分析局は統計上の目的でノートン市とワイズ郡を1つにしている。

## 地理
ノートンは 北緯36度56分12秒 西経82度37分31秒 / 北緯36.936805度 西経82.625146度に位置し、パウェル川とゲスト川が流れている。 
アメリカ合衆国国勢調査局に拠れば、市域全面積は7.5平方マイル (19 km2) であり、すべて陸地である。

### 主要高規格道路
- アメリカ国道23号線
- アメリカ国道58号線代替路

## 人口動態
以下は2000年国勢調査による人口統計データである。
| 基礎データ - 人口: 3,904人 - 世帯数: 1,730 世帯 - 家族数: 1,067 家族 - 人口密度: 200人/km2（519人/mi2） - 住居数: 1,946軒 - 住居密度: 100軒/km2（258軒/mi2） 人種別人口構成 - 白人: 91.57% - アフリカン・アメリカン: 6.15% - ネイティブ・アメリカン: 0.08% - アジア人: 1.00% - 太平洋諸島系: 0.13% - その他の人種: 0.18% - 混血: 0.90% - ヒスパニック・ラテン系: 0.87% 年齢別人口構成 - 18歳未満: 21.8% - 18-24歳: 10.2% - 25-44歳: 27.3% - 45-64歳: 25.4% - 65歳以上: 15.3% - 年齢の中央値: 39歳 - 性比（女性100人あたり男性の人口） - 総人口: 81.8 - 18歳以上: 78.5 | 世帯と家族（対世帯数） - 18歳未満の子供がいる: 26.1% - 結婚・同居している夫婦: 43.0% - 未婚・離婚・死別女性が世帯主: 15.7% - 非家族世帯: 38.3% - 単身世帯: 34.9% - 65歳以上の老人1人暮らし: 14.3% - 平均構成人数 - 世帯: 2.23人 - 家族: 2.88人 収入と家計 - 収入の中央値 - 世帯: 22,788米ドル - 家族: 30,889米ドル - 性別 - 男性: 30,000米ドル - 女性: 23,229米ドル - 人口1人あたり収入: 16,024米ドル - 貧困線以下 - 対人口: 22.8% - 対家族数: 19.1% - 18歳未満: 35.7% - 65歳以上: 12.1% |

## 教育
- ジョン・I・バートン高校
- ノートン小中学校